# Данченков, Фёдор Семёнович
Фёдор Семёнович Данченков (6 ноября 1914, д. Жуково, Орловской губернии (ныне Дубровский район Брянской области) — 8 мая 1989 Киев) — советский военачальник, полковник. Командир Первой Клетнянской партизанской бригады.

## Биография
Фёдор Семёнович родился в семье донского казака. В 1934 году поступил в Киевское артиллерийское военное училище. Во время прохождения службы в городе Фастов, встретил свою будущею жену Тамару Сенатор. Участвовал в советско-финляндской войне. За проявленное мужество и героизм был награждён медалью «За отвагу».

## Великая Отечественная война
В сентябре 1941 года Фёдор Данченков попал в окружение. С ранением в бедро он пришёл в оккупированную немцами Дубровку, там же проживал его двоюродный брат Михаил Буравилин. Восстанавливая силы, Данченков стал создавать партизанский отряд и вербовать кадры для борьбы в глубоком подполье. Он направлял своих информаторов на работы к немцам. Это были как органы местной власти, так и в качестве старост в деревнях, а также в районную управу и полицию). Весной 1942 года он вывел свой отряд в Бочаровский лес, где уже был сформирован партизанский отряд — Н. У. Бородынкина. В дальнейшем малые отряды объединились в один крупный, который взял себе имя легендарного героя — Чапаева. Командиром объединённого партизанского отряда стал Фёдор Семёнович.
В октябре 1942 года по приказу Главкома партизанского движения К. Е. Ворошилова, были созданы четыре партизанские бригады Клетнянского леса. В Первую Клетнянскую партизанскую бригаду был назначен капитан Данченков.
К осени 1943 года бригада объединяла более 3-х тысяч партизан.
За весь период боевых действий Первой Клетнянской партизанской бригадой было взорвано и уничтожено: 125 эшелонов (в том числе 1665 вагонов), 86 паровозов, 582 автомашины, 85 мотоциклов, 22 самолёта, три орудия, пять танкеток, один танк, одна бронемашина, четыре тягача, 233 велосипеда, два станционных сооружения, один авторемонтный завод, одна деревообделочная фабрика, 44 различных склада, 31 мост на шоссейных и железных дорогах, 38 километров 790 метров железнодорожных рельсов, 33 километра 800 метров телефонно-телеграфной связи. Разгромлено 27 вражеских гарнизонов. Всего уничтожено 33 532 вражеских солдата и офицера.
1 июля 1943 года общее собрание парторганизации бригады одобрило предложение о ходатайстве перед Западным штабом партизанского движения о присвоении Данченкову звания Героя Советского Союза. Но в высших эшелонах власти это решение не утвердили. Ясных ответов на вопрос, почему так случилось, до сих пор нет.
После освобождения Брянского края, комбриг Данченков, с большей частью партизан ушёл на фронт, где присоединился к составу 324-й Верхнеднепровской Краснознамённой стрелковой дивизии 50-й армии и воевал до победы. Более двух тысяч партизан бригады Данченкова, остались в братских могилах в Брянском крае, на Белорусском фронте и в Восточной Пруссии.
Оставшиеся в живых партизаны Первой Клетнянской партизанской бригады в канун 70-летия Победы обратились с просьбой к президенту страны присвоить их комбригу звание Героя России.

## Послевоенная жизнь
После войны Ф. С. Данченков служил в Группе советских войск в ГДР. Он часто ездил по местам боевой славы, организовывал послевоенные встречи партизан, каждые пять лет, начиная с 1958 года, когда их впервые собрала исследовательница партизанского движения на Брянщине, учительница истории, внучатая племянница Ф. М. Достоевского Елена Алексеевна Иванова.
Из записок Ф. С. Данченкова
С глубоким волнением перечитываю письма партизан, почти в каждом знакомое нетерпение. Ждём, считаем дни, когда появится возможность снова встретиться, вернуться в боевую молодость. Пишут и школьники — пионеры, комсомольцы, красные следопыты с Брянщины. Для них, неизменных участников наших встреч, каждый наш приезд как праздник. И, думается, это полный глубокого смысла, весьма действенный урок мужества, патриотизма, верности, когда школьники видят, как увешенные орденами и медалями, убелённые сединой люди не могут сдержать слёз. Они наглядно убеждаются в силе партизанского братства, товарищества, не подверженной ни долгим разлукам, ни расстояниям.
В 1965 году, в канун 20-летия Победы, на экраны страны вышел первый советский телесериал режиссёра С. Колосова «Вызываем огонь на себя» по одноимённой книге военного разведчика и писателя Овидия Горчакова. В основу фильма была положена история Первой Клетнянской партизанской бригады и Сещинско-Дубровского подполья. Роль комбрига Фёдора в нём сыграл молодой актёр Александр Лазарев. О легендарном комбриге Фёдоре Данченкове и его отважных партизанах-«данчатах» узнала вся страна.
В 1982 году Данченков выступил с инициативой снять документальный фильм о брянских партизанах. В этом ему помог известный советский режиссёр-документалист, участник Великой Отечественной войны Анатолий Алексеевич Слесаренко. В историю советской документалистики он вошёл под названием «Баллада о лесном фронте». Съёмки шли почти два года. Их география впечатляет — Москва, Мытищи, Нижний Новгород, Брянск, Дубровский район, Украина, Казахстан… В картине о пережитом вспоминают бывшие партизаны — Николай Фёдорович Иньков, Николай Устинович Бородынкин, супруги Жамеричевы, Андрей Абрамович Пижурин, Владимир Фёдорович Курбатов. Фильм ждали в широком прокате накануне 40-летия Великой Победы. И вот тут обрушился удар: чиновники от кинематографии фильм положили на полку. Сделано это было по-тихому, без громких официальных объяснений. И вот почему. В начале 1980-х гг. Анатолий Слесаренко оказался под огнём критики. Апофеозом её является опубликованная 19 марта 1986 года в «Литературной газете» статья её спецкорреспондента Галины Силиной «Человек с чемоданом». Суть материала: Слесаренко «совсем не тот, за кого себя выдаёт». Автор заявила, что он не имеет фронтовых наград, а в выборе тем для картин «абсолютно бесконтролен». Но это ещё не всё! Корреспондент сделала некорректный выпад в адрес Данченкова: «…консультантом многих картин Слесаренко выступает Ф. С. Данченков… Видеть себя на экране ему понравилось. Помощником он стал верным. Публикация данного материала у ветеранов Первой Клетнянской партизанской бригады вызвала возмущение. Но спасти Слесаренко и „Балладу о лесном фронте“ не удалось. В то время подобные публикации ставили на людях, даже именитых, жирный крест. Фильм так и не вышел в прокат». В апреле 1988 года Политиздат Украины опубликовал книгу воспоминаний Ф. С. Данченкова «Особое поручение». Выйдя в отставку, Данченков жил в Киеве. До последних дней вёл активную работу по патриотическому воспитанию молодёжи.
Скончался 8 мая 1989 года в Киеве. Похоронен в Киеве на Берковецком кладбище.

## Награды
- орден Ленина
- орден Красного Знамени
- орден Красного Знамени
- орден Александра Невского
- 2 ордена Отечественной войны I ст.
- орден Красной Звезды
- медаль «За отвагу»
- медаль «За боевые заслуги»
- медаль «За трудовое отличие»
- медаль «Партизану Отечественной войны» I ст.
- медаль «За оборону Москвы»
- медаль «За взятие Кенигсберга».

## Память
- Одна из улиц Дубровки носит имя комбрига Данченкова.
- В Дубровке установлена мемориальная доска.